# Azteca adrepens
Azteca adrepens este o specie de furnică din genul  Azteca. Descrisă de Forel în 1911, specia este endemică pentru Paraguay.